# Тимнат (Колорадо)
Тимнат (енгл. Timnath) град је у америчкој савезној држави Колорадо.

## Демографија
По попису из 2010. године број становника је 625, што је 402 (180,3%) становника више него 2000. године.
| Група             | 2000.       | 2010.       |
| Белци             | 195 (87,4%) | 567 (90,7%) |
| Афроамериканци    | 0 (0,0%)    | 4 (0,6%)    |
| Азијати           | 0 (0,0%)    | 7 (1,1%)    |
| Хиспаноамериканци | 18 (8,1%)   | 38 (6,1%)   |
| Укупно            | 223         | 625         |